# Mayerella banksia
Mayerella banksia is een vlokreeftensoort uit de familie van de Caprellidae. De wetenschappelijke naam van de soort is voor het eerst geldig gepubliceerd in 1970 door Laubitz.